# The Early Years Live
The Early Years Live es una recopilación de videos de los primeros años de los Dead Kennedys.
El DVD primero fue editado en VHS y luego reeditado en DVD. Su director fue Joe Reese y tiene una duración de 29m, 26s.

## Canciones
1. California Uber Alles (Mabuhay Gardens, San Francisco, 1979)
2. Kill The Poor (330 Grove Street, San Francisco, 1979)
3. Drug Me (Mabuhay Gardens, San Francisco, 1979)
4. The Man With The Dogs (Mabuhay Gardens, San Francisco, 1980)
5. Insight (Mabuhay Gardens, San Francisco, 1980)
6. Let's Lynch The Landlord (Mabuhay Gardens, San Francisco, 1980)
7. Bleed For Me (Target Studios, San Francisco, 1981)
8. Holiday In Cambodia (Target Studios, San Francisco, 1981)
9. Viva Las Vegas (Sproul Plaza, Berkeley, 1978)